# Werner-Syndrom
Das Werner-Syndrom, benannt nach dem deutschen Mediziner Otto Werner (1879–1936), ist eine autosomal-rezessive Erkrankung, vor allem mesodermaler Gewebe, die zu einem vorzeitigen, etwa in der Lebensmitte einsetzenden Altern (Progerie) führt. Es ist ein juveniles segmental progeroides Syndrom und zählt zu den Chromosomenbruchsyndromen.
Synonyme sind: Progeria adultorum, Rabbiosi-Syndrom; englisch adult progeria

## Genetik
Beim autosomal-rezessiv vererblichen Werner-Syndrom liegt ein Defekt des WRN-Gens (auch RecQL2 genannt) auf dem kurzen Arm von Chromosom 8 (p12-p11.2) vor, das für eine DNA-Helikase der RecQ-Familie codiert. Diese Proteine sind an der Reparatur von Schäden des Erbguts beteiligt. Der Defekt am WRN-Gen führt zu einer erhöhten Mutationsrate, insbesondere DNA-Deletionen, und zu einer rapiden Verkürzung der Telomere. Allgemein wird die Zunahme von Fehlern bei der Replikation der DNA angenommen.

## Epidemiologie
Das Werner-Syndrom ist eine sehr seltene Erkrankung. Es kommt vermehrt in Japan vor. Die Literatur gibt für dort eine Häufigkeit von etwa 3 : 1.000.000 an. Das Risiko einer Erkrankung scheint – wie für autosomal-rezessive Erkrankungen typisch – bei Kindern aus Verwandtschaftsehen erhöht zu sein.

## Symptome
Bis zur Pubertät entwickeln sich die Betroffenen normal. Die Symptome dieses juvenilen segmental progeroiden Syndroms setzen bei Patienten mit Werner-Syndrom etwa mit der Pubertät ein, erste Zeichen sind ein vermindertes Längenwachstum und eine schwache und hohe Stimme. Das Vollbild der Erkrankung manifestiert sich meistens ab dem 30. Lebensjahr. Die Patienten erscheinen bereits in frühem Erwachsenenalter alt, sie weisen eine dünne, durchscheinende Haut (Dystrophie) auf, die mit zunehmendem Alter verkalkt; es kommt zum Verlust von Unterhautfettgewebe und Pigmentierung. Daneben imponieren typische Alterserscheinungen, weißliche, spärliche Behaarung, Katarakt, Diabetes mellitus Typ II, Arteriosklerose, Muskelabbau und Osteoporose. Aufgrund der hohen Mutationsrate werden bei Patienten mit Werner-Syndrom häufig maligne Tumoren (im Gegensatz zu den Tumoren des normalen Alterns vor allem Sarkome) beschrieben, die neben den Komplikationen der arteriosklerotischen Veränderungen (Myokardinfarkt, Apoplexie) üblicherweise lebenslimitierend sind. Die meisten Patienten sterben vor dem 50. Lebensjahr.

## Differentialdiagnose
Abzugrenzen ist unter anderem das Flynn-Aird-Syndrom oder CARASIL.

## Therapie
Eine kausale Therapie ist bis heute nicht möglich. Die Behandlung beschränkt sich auf die Prophylaxe und Therapie der Komplikationen.

## Forschung
Das Leibniz-Institut für Alternsforschung in Jena unter der Leitung von Alfred Nordheim und Daniele Barthel versucht, Mechanismen des Alterns und der Entstehung von Alterskrankheiten zu entschlüsseln. Ziel ist es auch, im Zuge der Erforschung der Faktoren für Langlebigkeit und Altern, von alterungsbedingten Krankheiten (Geriatrie) hervorgerufene Leiden erträglicher zu machen. Neben neurodegenerativen Erkrankungen wie Alzheimer-Demenz zählen dazu auch molekulare Aspekte des Werner-Syndroms.